# Thuốc tương tự prostaglandin
Thuốc tương tự prostaglandin là một nhóm thuốc gồm các chất gắn với thụ thể prostaglandin.
Việc sử dụng rộng rãi các thuốc tương tự prostaglandin bị giới hạn bởi tác dụng không mong muốn gây sảy thai của chúng.

## Sử dụng
Các thuốc tương tự prostaglandin chẳng hạn như misoprostol được sử dụng trong điều trị loét dạ dày hoặc tá tràng. Misoprostol và các chất tương tự prostaglandin khác bảo vệ niêm mạc của đường tiêu hóa khỏi acid dạ dày và đặc biệt được chỉ định cho người cao tuổi khi sử dụng NSAID liên tục.
Trong lĩnh vực nhãn khoa, nhóm thuốc này được sử dụng để làm giảm nhãn áp trên các bệnh nhân glaucom. Cho đến cuối những năm 1970, prostaglandin được cho rằng làm tăng nhãn áp, nhưng một nghiên cứu công bố năm 1977 cho thấy prostaglandin F2{\displaystyle \alpha } (PGF2{\displaystyle \alpha }) lại làm giảm. Các nghiên cứu sau đó tìm ra cơ chế dựa trên việc làm tăng sự thoát thủy dịch, chủ yếu bằng việc giãn cơ mi, cũng có thể do thay đổi ma trận nội bào và nới rộng không gian trong mạng bó dây. Nghiên cứu này đã dẫn đến sự phát triển các tiền thuốc của PGF2{\displaystyle \alpha }, bao gồm latanoprost, một dẫn xuất isopropyl của PGF2{\displaystyle \alpha }, được phê duyệt bởi FDA năm 1996, bimatoprost và travoprost - cả hai đều được phê duyệt năm 2001 và tafluprost - phê duyệt năm 2012.
Tuy nhiên có nhiều tác dụng không mong muốn đáng chú ý liên quan đến việc sử dụng, bao gồm tăng sinh lông mi, đổi màu mống mắt và sạm da xung quanh mắt.